# Đền Khai Long
Đền Khai Long là tên gọi chung của hai ngôi đền cùng thuộc huyện Đô Lương, tỉnh Nghệ An và thờ thần Khai Long Sứ Quân. Trong đó, đền ở xã Trung Sơn có trước còn xã Tân Sơn có sau. Ngoài ra, đền ở xã Trung Sơn còn thờ chung Thượng thư Bộ Binh Nguyễn Cảnh Hoan thời Lê Trung Hưng.

## Lịch sử
Đền ở xã Trung Sơn được cho là có từ thời Lê Trung Hưng với truyền thuyết về thần Khai Long là một con rồng trắng đã mang lại mưa thuận gió hòa, đất đai màu mỡ cho nhân dân vùng này. Đây được xem là một ngôi đền thiêng nhưng chưa được xếp hạng di tích và xuống cấp. Các sắc phong của đền được đem đi gửi nhờ nơi khác và chỉ ghi Khai Long Sứ Quân chứ không chú thích là rồng hay người. Trong tổng số 31 sắc phong có liên quan được gửi tại đền Linh Kiếm (huyện Đô Lương) thì đền ở Trung Sơn gửi 12 sắc. Trong đó có 3 sắc riêng cho thần Khai Long, 6 sắc riêng cho Nguyễn Cảnh Hoan và 3 sắc chung cho cả hai vị. Năm 2022, đền được tu bổ với 50% kinh phí đến từ Hội đồng họ Ngô Việt Nam và sau đó báo chí bắt đầu đề cập thần Khai Long là Ngô Xương Xí. Trong khi đó, các thông tin từ năm 2014 trở về trước ở đây đều không có tên nhân vật này mà chỉ có truyền thuyết về thần rồng.
Còn đền ở xã Tân Sơn mới được xây dựng lại năm 2014. Theo cuốn "Lịch sử Đảng bộ và nhân dân xã Tân Sơn" cùng người cao tuổi ở đây thì đền thờ Ngô Xương Xí. Theo đó, đền từng là nơi tổ chức các lớp bình dân học vụ, sinh hoạt Đảng nhưng bị phá bỏ năm 1976 do chính sách di dời đền chùa lên núi để lấy đất sản xuất. Sau khi xây xong thì đền nhanh chóng được cấp bằng Di tích cấp tỉnh vào ngày 15 tháng 12 năm 2016. Vậy là chỉ trong 8 năm (2014–2022), Ngô Xương Xí (Ngô sứ quân) đã được cho là vị thần có tên Khai Long Sứ Quân, có cả hai đền thờ và hàng chục sắc phong. Sự việc đã khiến một giảng viên Trường Đại Học Vinh gửi ý kiến trái chiều tới Giám đốc Sở Văn hóa Thể thao Nghệ An. Báo chí sau đó cũng đưa tin và tìm hiểu việc Đền Khai Long thờ ai? và cụ thể hơn thì Vị hiệu Khai Long Sứ Quân là của vị thần nào? Chủ tịch Uỷ ban nhân dân xã Tân Sơn là ông Trần Như Ý cũng thừa nhận thông tin đền thờ Ngô Xương Xí là ý kiến của các cụ cao tuổi còn sắc phong để khẳng định chính xác thì không có.

## Lễ hội
Sau khi trùng tu và xây dựng lại, cả hai ngôi đền đều đã có diện mạo mới. Trong đó, ngôi đền của xã Trung Sơn tọa lạc tại Rú Đền, xóm 1 đã tổ chức lễ giỗ vào ngày 11 tháng 1 năm 2024 (tức mùng 1 tháng chạp).
Còn ngôi đền của xã Tân Sơn thì tọa lạc trên cánh đồng Bội có diện tích gần 7.000 m2, gồm 3 tòa thượng điện, trung điện và hạ điện. Hàng năm tại đền có 5 dịp lễ chính là: Lễ Nguyên Đán (mùng 1 Tết), Lễ Khai Hạ (mùng 7 tháng giêng), Lễ Thường Tân (ăn cơm mới, 20/5 âm lịch), Lễ Trạp Nghè (Hạ Nguyên, rằm tháng bảy) và Lễ Thượng Niên. Trong đó hội lớn nhất là mùng 7 tháng giêng được tổ chức ba năm một lần. Tại đây cũng diễn ra nhiều hoạt động sinh hoạt văn hóa tâm linh, cổ truyền như hát tuồng, hát ví...